# Titanomyrma lubei
Titanomyrma lubei (лат.) — ископаемый вид муравьёв из подсемейства Formiciinae, найденный на территории Вайоминга (США).

## Описание
Общая длина тела составляет около 5 см. Titanomyrma lubei обитал на территории нынешней Северной Америки около 50 миллионов лет назад. Найденный экземпляр был крылатой самкой. В Северную Америку из Европы муравьи могли попасть в эоцене, перелетая с острова на остров за полярным кругом, где тогда произрастали субтропические леса. По информации BBC, Titanomyrma lubei является одним из крупнейших муравьёв среди когда-либо найденных, матка этого вида муравья сопоставима по размерам с колибри. Вид был назван в честь сборщика типового экземпляра Луиса Любе (Louis Lube).

## Систематика
Новый вид отнесён к ископаемому подсемейству муравьёв Formiciinae, а в род Titanomyrma также включены два ранее известных вида из рода Formicium Lutz.